# HuffPost (Italia)
HuffPost in Italia è stata inizialmente l'edizione nazionale dell'HuffPost, lanciata il 25 settembre 2012 in collaborazione tra l'Huffington Post Mediagroup e l'ex Gruppo Editoriale L'Espresso, oggi gruppo editoriale GEDI. Dal 2020 il gruppo Gedi ne acquisisce l'intera proprietà.

## Storia
HuffPost è stato lanciato in Italia il 25 settembre 2012 come Huffington Post, sotto la direzione di Lucia Annunziata , giornalista italiana con esperienza in diverse testate nazionali e fino a febbraio 2020, conduttrice del programma "Mezz'ora in più" su Rai 3, proponendo tra l'altro un'intervista a Silvio Berlusconi. Occupava la carica di vicedirettore Gianni Del Vecchio.
L'annuncio dell'uscita in Italia era stato dato a maggio. Seguendo la pratica già avviata con le edizioni francese e spagnola e secondo le indicazioni della fondatrice Arianna Huffington, anche la versione italiana ha abbandonato l'articolo inglese «The» in favore dell'articolo italiano «L'», per cui il nome ufficiale della testata è L'Huffington Post. 
Dal maggio 2017 anche l'edizione italiana ha modificato la testata in HuffPost, la stessa dell'edizione statunitense. Nello stesso periodo, dal Gruppo Editoriale L'Espresso nasce GEDI, che diventa il nuovo editore della testata giornalistica. In settembre, in occasione del quinto compleanno della testata, sono state effettuate nuove nomine: Gianni Del Vecchio è passato da vicedirettore a condirettore, mentre Carlo Renda è stato nominato vicedirettore e Alessandro De Angelis vicedirettore ad personam.
Il 21 gennaio 2020 Lucia Annunziata lascia la direzione di Huffpost. Dal 23 aprile 2020 il direttore è Mattia Feltri.
Il 3 giugno 2021 GEDI annuncia l'acquisizione della quota del 51% detenuta da BuzzFeed, diventando così unico azionista. La gestione editoriale è passata così interamente al gruppo GEDI, già editore di La Repubblica e La Stampa. 

## Redazione
La redazione era inizialmente composta da 15 giornalisti. I blogger chiamati a partecipare all'edizione italiana (50 alla partenza) sono noti esponenti del mondo politico, giornalistico, dell'economia e dell'arte in generale, oltre a molti altri meno famosi: figurano diversi sindacalisti appartenenti alla FIOM, il giornalista Antonio Di Bella, il giornalista Paolo Ruffini, l'ex Presidente del Consiglio Matteo Renzi e il personaggio televisivo Geppi Cucciari.

## Tematiche
L'edizione italiana è stata la nona ad essere avviata dopo l'espansione internazionale dell'HuffPost. L'obiettivo dichiarato era quello di offrire un punto di vista italiano su notizie di rilevanza nazionale e internazionale, seguendo il modello di giornalismo partecipativo e digitale dell'edizione statunitense.
Huffington Post Italia copre notizie di attualità, politica, economia, e diritti civili, con un'impostazione che riflette quella delle altre edizioni internazionali dell'HuffPost. La testata pubblica contenuti prodotti sia da giornalisti professionisti sia da collaboratori esterni, includendo opinionisti, accademici e attivisti. 

## Direttori
- Lucia Annunziata (25 settembre 2012 – 21 gennaio 2020)
- Mattia Feltri (23 aprile 2020 – )